# Luis Rodríguez Ennes
Luis Rodríguez Ennes (La Coruña, 9 de marzo de 1946) es un jurista español, catedrático de Derecho Romano y Sistemas Jurídicos Comparados en la Facultad de Derecho de Orense (Universidad de Vigo). Actualmente sigue en activo en esta universidad como profesor emérito.

## Biografía
Se licenció en Derecho por la Universidad de Santiago de Compostela, centro en el que también obtuvo el título de doctor en Derecho con el número 1 del Premio Extraordinario, en 1975, con la tesis La adopción: bases para una reforma de la normativa vigente en España a partir de la experiencia histórica y del Derecho comparado. Fue Premio Nacional de Fin de Carrera al mejor expediente académico.
Fue becario de investigación del Ministerio de Educación y del British Council. Amplió estudios en universidades de toda Europa.
Ejerció diversos cargos académicos, ocupando plaza de profesor ayudante, adjunto, agregado y titular hasta obtener, por unanimidad, la cátedra de Derecho Romano; todo ello en función de los oportunos concursos.
En la Universidad de Santiago de Compostela ejerció el cargo de vicedecano de la Facultad de Derecho, vicepresidente del Claustro Universitario y secretario general de la universidad. Desde 1979 hasta 1981 fue secretario general del centro regional de la Universidad Nacional de Educación a Distancia de Pontevedra, a cuya organización y consolidación contribuyó de forma decisiva, pero renunció a este cargo para dedicarse en exclusiva a la docencia e investigación.
En la Universidad de Vigo ejerció como asesor jurídico, vicepresidente del Claustro, presidente de la comisión que redactó los primeros estatutos de la Universidad, y también como decano de la Facultad de Derecho de Ourense.
Es profesor visitante de más de una veintena de Universidades europeas y americanas, entre ellas las Universidades de Leeds (Reino Unido), Paris 12 Val de Marne University y Université du Maine (Francia), Pontificia Universidad Lateranense de Roma (Italia), Universidad de Tréveris (Alemania), Universidad de Bergen (Noruega), Universidad Nacional del Comahue (Argentina), Universidad Interamericana de Puerto Rico, Universidad de El Salvador y Pontificia Universidad Católica Argentina Santa María de los Buenos Aires (Argentina).
También fue director de la Escuela Superior de Profesiones Jurídicas Teucro Iuris y formó parte, desde 1990 hasta 1996 del Consejo Rector de la Escuela Gallega de Administración Pública (EGAP)
En la actualidad ejerce como catedrático emérito de Derecho Romano y Sistemas Jurídicos comparados en la Facultad de Derecho de Ourense (Universidad de Vigo) de la que también fue decano entre 1990 y 2000. 

## Pertenencia a organizaciones profesionales y académicas
- miembro correspondiente de la Real Academia de Jurisprudencia y Legislación y vocal primero de la Comisión de Derecho Romano.
- miembro correspondiente de la Real Academia de la Historia.
- miembro de la Real Academia Gallega de Jurisprudencia y Legislación.
- miembro del Instituto de Estudios Vigueses como académico de número.
- miembro del Instituto de Estudios Ibéricos.
- miembro del Instituto Feijoo de estudios del siglo XVIII.
- miembro de la Academia Romanística Constantiniana.
- miembro de la Sociedad Española de Estudios Clásicos.
- miembro de la Asociación Española para el estudio del Derecho Europeo.
- miembro de la Société d'Historie du Droit.
- miembro de la Société Jean Bodin.
- miembro de la Société des Droits de la Antiquité.
- miembro de la Asociación Iberoamericana de Derecho Romano.
- miembro de la Asociación Internacional de Estudios Gallegos.
- miembro de la Sociedad Argentina de Profesores de Derecho Romano.
- miembro de la Junta Directiva de la Asociación Iberomericana de Derecho Romano reelegido ininterrumpidamente como tal desde su fundación en 1994, de la que también es vicepresidente desde abril de 2019.

## Publicaciones científicas, conferencias y lecciones magistrales
Es autor de diecisiete libros y de más de trescientas publicaciones científicas. Además, ha sido ponente en más de cincuenta congresos internacionales. Dos monografías de reciente publicación son Acotaciones histórico-jurídicas al siglo de las luces (Iustel, 2010; ISBN 978-84-9890-109-2) y El Padre Feijoo y el Derecho de su tiempo. Una visión premonitoria de problemas candentes en la actualidad (Dykinson, 2013, ISBN 978-84-9031-639-9)
Dirigió la revista Lingua e Dereito. Es autor, junto con el también catedrático de Derecho Romano Jesús Daza Martínez, de un manual universitario que lleva por título Instituciones de Derecho Privado Romano (última edición, 2009; ISBN 978-84-9876-611-0 )
Ha dirigido 14 tesis doctorales y participado como miembro en 35 tribunales de tesis.
Ha pronunciado numerosas conferencias y lecciones magistrales en universidades y corporaciones científicas de Europa, Asia, América y África. En España, algunas de sus intervenciones fueron filmadas y están disponibles, de forma abierta y gratuita, en las páginas web de la Universidad de Vigo, la Universidad Nacional de Educación a Distancia y la Escuela Gallega de Administración Pública.

## Premios, homenajes y distinciones
- El 14 de diciembre de 2021 la Asociación de Juristas Gallegos en Madrid (IURISGAMA) representada por su presidente, el catedrático de la Universidad Complutense de Madrid Carlos Lema Devesa, le otorgó el XX Premio Montero Ríos, en un acto académico celebrado en el "Salón de los pasos perdidos" del Palacio del Senado, en Madrid.[4]
- El 29 de mayo de 2018, en Santiago de Compostela, es nombrado Académico de Honor de la Real Academia Jacobea.
- El 8 de septiembre de 2017 fue nombrado doctor honoris causa por la Universidad de Flores (Argentina) e investido como tal en la Facultad de Derecho del Campus de Buenos Aires, el 27 de octubre de 2017.[5][6]
- El 3 de junio de 2017 recibió, en la ciudad de Oviedo, la Medalla de Oro del Foro Europeo Cum Laude.[7]
- El 2 de mayo de 2017 la Facultad de Derecho de la Universidad Nacional de Córdoba (Argentina) lo designó por unanimidad "Huésped de honor"
- Desde el 28 de abril de 2016 es Miembro de Honor del Instituto de Derecho Romano "Dr. Agustín Díaz Bialet" de la Universidad Católica de Córdoba (Argentina).
- El 20 de diciembre de 2016 el Consejo Superior de la Universidad Nacional del Comahue (Argentina) acordó, por unanimidad, otorgarle el Título de doctor honoris causa[8] que le fue entregado en una sesión solemne celebrada el 27 de abril de 2017 en el Paraninfo de la Universidad.[9]
- El 15 de junio de 2016, el Consejo de Gobierno de la Universidad de Vigo le nombró, por unanimidad, Profesor Emérito.
- El 7 de abril de 2016, la Facultad de Derecho de la Universidad de Vigo le otorgó, por unanimidad el título honorífico de Decano honorario
- En marzo de 2016 se publicó "Varia Studia. Libro-homenaje al Prof. Dr. D. Luis Rodríguez Ennes con ocasión de su septuagésimo cumpleaños", obra colectiva, de más de mil páginas, en la que participó un nutrido grupo de colegas y discípulos.(Patronato del Instituto de Estudios Ibéricos, ISBN 978-84-608-2547-7)
- En 2001, como reconocimiento a su trayectoria docente e investigadora, el Consejo de Ministros del Gobierno de España le otorgó la Cruz de Honor de San Raimundo de Peñafort[2]
- En 1998 recibió el Premio Manuel Colmeiro de investigación (Junta de Galicia) a la mejor monografía en el ámbito jurídico-social[2] y también el Premio Lois Peña Novo por su contribución a la normalización lingüística en el campo del Derecho.[2]
- En 1990 La Universidad de Santiago de Compostela le concedió la Insignia de Oro.